# The Twelve Dreams of the Sun
The Twelve Dreams of The Sun fu un concerto del musicista Jean-Michel Jarre tenutosi nelle Piramidi di Giza, in Egitto, cominciato il 31 dicembre 1999 e durato fino al 1º gennaio 2000. Allo show assistettero 120.000 persone. L'evento si componeva di due parti, il Main Concert (concerto principale) e il Sunrise concert (concerto dell'alba). Il costo dello show fu di circa 9.5 milioni di dollari. Lo spettacolo venne ideato quando il presidente egiziano Hosni Mubarak contattò Jarre con un progetto speciale per celebrare l'arrivo del nuovo millennio ai piedi dell'ultimo monumento rimasto delle Sette Meraviglie del Mondo, la Grande Piramide.
Il team di Jarre ha sviluppato un'enorme proiezione che doveva essere proiettata sulla faccia della Grande Piramide, anche se l'intensa nuvolosità della serata non permise l'esibizione del progetto, che venne scartato. Parti della performance vennero trasmesse live in reti televisive di tutto il mondo.
Al concerto Jarre eseguì una prewiev del suo nuovo album, Métamorphoses, eseguendo quasi tutte le tracce prima dell'uscita di quest'ultimo.

## Tracklist

### The Main Concert
- The Legend
- Bells
- Je Me Souviens
- Dream 1: The Rock
- Miss Moon
- Oxygene 2
- Dream 2: The House
- Chronologie 6
- Dream 3: The Tree
- Equinoxe 7
- Magnetic Fields 2
- Dream 4: The Boat
- Millions of Stars
- Dream 5: The Flesh
- Souvenir of China
- Oxygene 10
- Dream 6: The Voice
- Oum Kalsoum tribute
- Dream 7: The Sky
- Hey Gagarin
- Dream 8: The Child - This track wasn't played due to the drummer, Gary Wallis, falling ill
- Gloria
- Millennium Countdown
- C'est La Vie
- Salma Ya Salama
- Dream 9: The Bell
- Equinoxe 4
- Dream 10: The Snow
- Oxygene 4
- Tout est Bleu
- Dream 11: The Blood
- Evolutions[1]
- Oxygene 12
- Dream 12: The Gate
- Give Me A Sign
- Oxygene 8
- Band in the Rain
- Rendez-vous 2

### The Sunrise Concert
- Ethnicolor
- Oxygene 7
- C'est La Vie
- The Sun
- Hey Gagarin
- Eldorado

## Musicisti
- Jean-Michel Jarre - Tastiere, voce, arpa laser
- Gary Wallis - Batterie e percussioni
- Francis Rimbert - Tastiere
- Joachim Garraud - Gestione sonora, tastiere
- Christopher Papendieck - Basso
- Natacha Atlas - Voce in 'C'est La Vie'
- Laurie Anderson - Voce in 'Je Me Souviens' e Dream introductions
- Amal Maher - Voce
- Yvan Cassar -  Arrangiamenti musicali Orchestra Sinfonica
- Frederic Sanchez -  Ingegnere del suono
- Cairo Opera Symphonic Orchestra -  Diretta da Dr. Moustafa Nagui
- Cairo Opera House Choir diretta da by Aldo Magnato
- National Arabic Ensemble - diretta da Nasredine Dalil
- National Folkloric Music Troupe
- El Nil Folkloric Music Troupe
- Aswan Folkloric Music Troupe